# Гамел (Іллінойс)
Гамел (англ. Hamel) — селище (англ. village) в США, в окрузі Медісон штату Іллінойс. Населення — 929 осіб (2020).

## Географія
Гамел розташований за координатами 38°53′28″ пн. ш. 89°50′27″ зх. д. / 38.89111° пн. ш. 89.84083° зх. д. (38.891079, -89.840882).  За даними Бюро перепису населення США в 2010 році селище мало площу 3,02 км², з яких 2,99 км² — суходіл та 0,03 км² — водойми.

## Демографія
Згідно з переписом 2010 року, у селищі мешкало 816 осіб у 326 домогосподарствах у складі 244 родин. Густота населення становила 271 особа/км².  Було 337 помешкань (112/км²).
Расовий склад населення:
| - 99,4 % — білих - 0,4 % — чорних або афроамериканців - 0,1 % — вихідців з тихоокеанських островів - 0,1 % — азіатів |

До двох чи більше рас належало 0,0 %. Частка іспаномовних становила 1,0 % від усіх жителів.
За віковим діапазоном населення розподілялося таким чином: 26,0 % — особи молодші 18 років, 59,7 % — особи у віці 18—64 років, 14,3 % — особи у віці 65 років та старші. Медіана віку мешканця становила 35,9 року. На 100 осіб жіночої статі у селищі припадало 92,9 чоловіків;  на 100 жінок у віці від 18 років та старших — 89,3 чоловіків також старших 18 років.
Середній дохід на одне домашнє господарство  становив 76 955 доларів США (медіана — 69 844), а середній дохід на одну сім'ю — 88 882 долари (медіана — 84 464). За межею бідності перебувало 4,1 % осіб, у тому числі 2,7 % дітей у віці до 18 років та 6,2 % осіб у віці 65 років та старших.
Цивільне працевлаштоване населення становило 466 осіб. Основні галузі зайнятості: роздрібна торгівля — 19,5 %, освіта, охорона здоров'я та соціальна допомога — 15,5 %, будівництво — 11,2 %, фінанси, страхування та нерухомість — 9,2 %.